# Nancy Hogshead

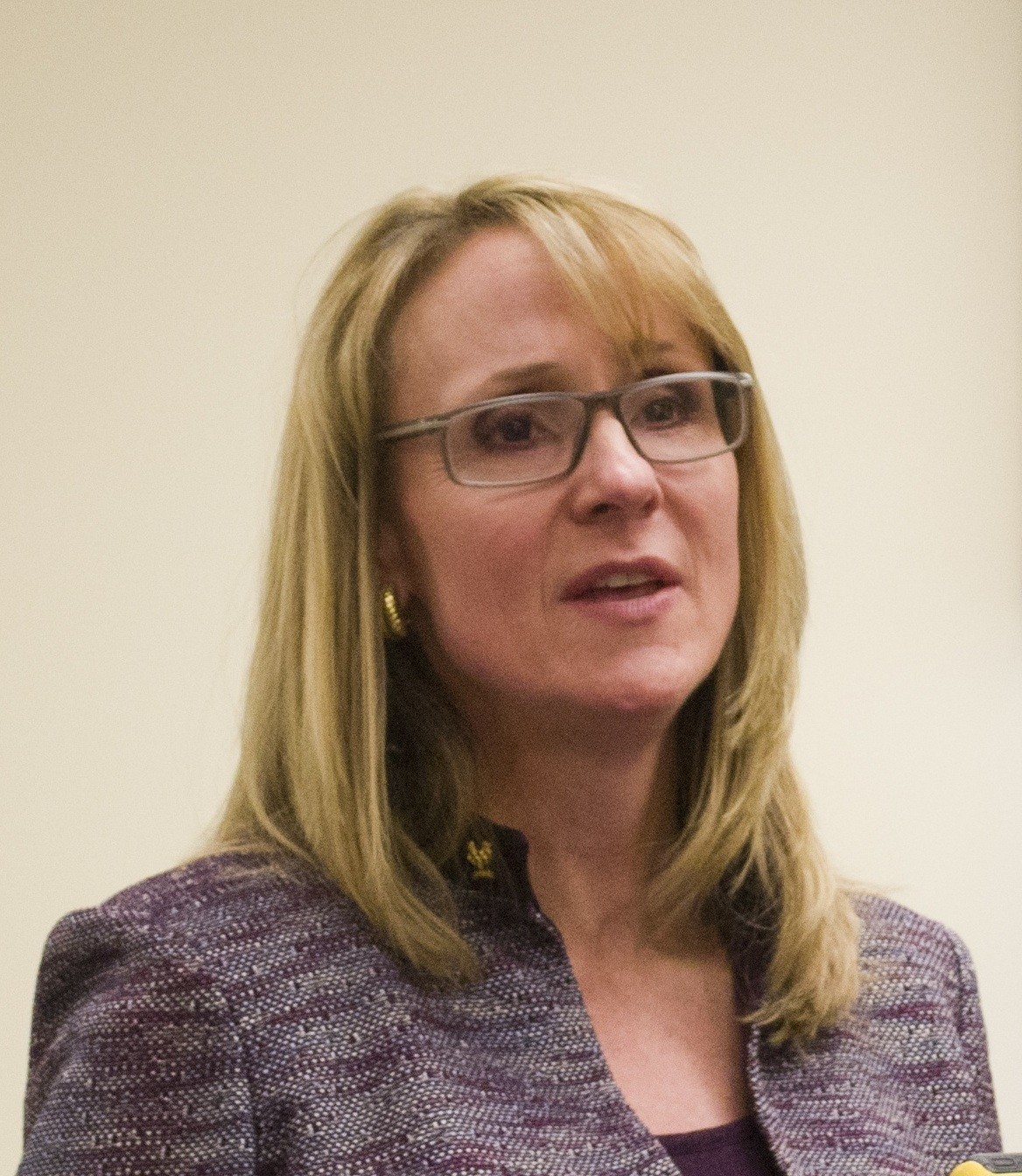
Nancy Hogshead 2012

Nancy Hogshead (* 17. April 1962 in Iowa City) ist eine ehemalige US-amerikanische Schwimmerin.
Sie tauchte in der internationalen Schwimmszene 1977 mit 14 Jahren auf und bereitete sich auf die Olympischen Spiele 1980 in Moskau vor. Aufgrund des Olympiaboykotts der USA konnte sie an diesen Spielen jedoch nicht teilnehmen. Vier Jahre später wurde sie bei den Olympischen Spielen 1984 in Los Angeles dreifache Olympiasiegerin. Sie siegte über 100 m Freistil und gewann, da zeitgleich – ein Novum bei Olympischen Spielen – gemeinsam mit Carrie Steinseifer die Goldmedaille. Außerdem wurde sie mit der 4 × 100-m-Freistilstaffel und der 4 × 100-m-Lagenstaffel Olympiasiegerin. Über 200 m Lagen gewann sie zudem die Silbermedaille.
Im Jahr 1994 wurde sie in die Ruhmeshalle des internationalen Schwimmsports aufgenommen. Im Oktober 1999 heiratete sie Scott Makar, einen amerikanischen Rechtsanwalt. Dabei hängte sie seinen Nachnamen an ihren Mädchennamen an und heißt seitdem Nancy Hogshead-Makar. Heute ist sie als Professorin für Recht an der Florida Coastal School of Law in Jacksonville tätig.